# Bidens anthemoides
Bidens anthemoides là một loài thực vật có hoa trong họ Cúc. Loài này được (DC.) Sherff mô tả khoa học đầu tiên năm 1913.